# In einem tiefen, dunklen Wald …
In einem tiefen, dunklen Wald … ist ein Kinderbuch von Paul Maar mit Illustrationen von Verena Ballhaus.
Es handelt sich dabei um eine Erzählung, in der mit den Elementen und Stereotypen des Märchens gespielt wird. Die Geschichte spielt in einer Zeit, als es noch sehr viele Könige gab, deren Reiche manchmal aber kaum größer waren als ein Badezimmerteppich.

## Handlung
In jener Zeit lebte die verwöhnte Prinzessin Henriette-Rosalinde-Audora, der keiner ihrer Brautwerber zusagte. Deshalb beschließt sie, sich von einem Untier entführen zu lassen und den Prinzen zu heiraten, der sie befreite. Zu diesem Zweck werden Späher ausgesandt, die nach einem Wald mit einem vegetarischen Untier Ausschau halten sollen. Dazu binden sie Schafe vor den Wäldern an und finden tatsächlich einen Wald, in dem ein vegetarisches Untier wohnt. Die Prinzessin packt ihre Sachen und lässt sich dorthin bringen. Wie sie alleine dort sitzt und wartet, kommt ein entsetzlich stinkendes Wesen mit riesigen Füßen, das den Essenskorb rauben will und diesen samt der Prinzessin in den Wald zieht. Die Prinzessin nimmt sogleich die Höhle des Untiers in Beschlag und macht es zu ihrem Diener.
Ihr Vater schickt nun – wie geplant – Boten in die umliegenden Königreiche, die verkünden, dass Prinzessin Henriette-Rosalinde-Audora von einem Untier entführt worden sei und dass ihr Befreier sie zur Frau bekäme sowie das halbe Königreich dazu. So erfahren auch die vier Königskinder des winzigen Königreichs Lützelburgen davon und versuchen ihr Glück. Doch alle drei Söhne scheitern bereits im Ansatz. Ihre jüngste Schwester, Simplinella, will es ebenfalls versuchen, doch sie erntet nur Heiterkeit.
Da schleicht sich Simplinella nachts in Männerkleidern aus dem Schloss und kommt am Morgen hungrig in einem Nachbarkönigreich an. Dort lernt sie den königlichen Küchenjungen Moritz (genannt Lützel) kennen, dem sie sich als Simpel Rabenhauer vorstellt. Lützel schmuggelt sie in die Schlossküche, wo sie ihm ungeschickt bei der Küchenarbeit hilft. Unterdessen hört man von draußen, dass der König von Lützelburgen dem Finder seiner verschwundenen Tochter Simplinella sein halbes Königreich verspricht. Da überlegt sich Lützel, ob er nicht davonlaufen und Simplinella suchen soll. Als eine arrogante Königstochter nun Simplinella befiehlt, ihre Mütze abzunehmen, weigert sich Simplinella, denn dann wäre ihre Tarnung aufgeflogen. Ihre Notlüge, sie habe Läuse, führt dazu, dass sie zusammen mit Lützel fliehen muss.
Die beiden wandern nun direkt nach Osten, wo sie Prinzessin Henriette-Rosalinde-Audora zu finden glauben, und tatsächlich finden sie auch den Wald. Sie folgen dem stinkenden Untier vom Waldrand zu der Höhle und finden tatsächlich die gesuchte Prinzessin, und Simplinella lüftet ihr Inkognito. Doch die Prinzessin Henriette-Rosalinde-Audora will sich gar nicht von Simplinella befreien lassen und rennt davon. Aber das Untier freut sich umso mehr, dass Simplinella eine Prinzessin ist, und lässt sich von ihr durch einen Kuss erlösen. Er ist nämlich der verzauberte Prinz Edmund von Großburgen und will seine Erlöserin sofort heiraten. Doch Prinzessin Simplinella will keinesfalls einen Prinzen heiraten, der auch eine so dumme Pute wie Prinzessin Henriette-Rosalinde-Audora geheiratet hätte, wenn sie ihn erlöst hätte. Als Dank schenkt ihr Prinz Edmund immerhin acht Fässer voll Gold. Eines davon überlässt sie Lützel. Dann verabschieden sich die drei voneinander, und Prinz Edmund verspricht Simplinella, sie später zu besuchen. Dann will sie auch erneut mit ihm über den Heiratsantrag sprechen.
Prinzessin Simplinella wird zuhause mit großer Freude empfangen und bringt auch die Fässer voll Gold mit, mit deren Hilfe sich ihre Familie einige lange gewünschten Annehmlichkeiten leisten kann. Doch Simplinella wartet sehnsüchtig auf Prinz Edmund, der nach einem Jahr endlich am Horizont auftaucht.

## Hauptfiguren
- Prinzessin Henriette-Rosalinde-Audora
- Untier, der verzauberte Prinz Edmund von Großburgen
- Prinzessin Simplinella von Lützelburgen
- Küchenjunge Lützel

## Kritik
- „Kleine Prinzessinnen, die verheiratet werden sollen, winzige Königreiche (etwa badezimmergroß), wilde Drachen - Maar spiele mit den Elementen des Märchens und stelle sie auf den Kopf, berichtet hoch amüsiert die Rezensentin Renate Grubert. Auch einen verblüffenden Schluss wisse er zu finden.“ (Süddeutsche Zeitung, 10. September 1999)